# 何氏松蘭
何氏松蘭（学名：Gastrochilus hoi）为蘭科盆距蘭屬下的一个种。

## 扩展阅读
- 維基物種上的相關：何氏松蘭